# Choranche
Choranche – miejscowość i gmina we Francji, w regionie Owernia-Rodan-Alpy, w departamencie Isère.
Według danych na rok 1990 gminę zamieszkiwały 132 osoby, a gęstość zaludnienia wynosiła 12 osób/km² (wśród 2880 gmin regionu Rodan-Alpy Choranche plasuje się na 1489. miejscu pod względem liczby ludności, natomiast pod względem powierzchni na miejscu 1049.).